# Scotorepens sanborni
Scotorepens sanborni is een vleermuis uit het geslacht Scotorepens die voorkomt in Noord-Australië (in twee populaties: Kimberley-Top End en Noordoost-Queensland), op Timor en op Zuid-Nieuw-Guinea en Dolak. Door sommigen wordt deze soort tot S. balstoni gerekend. Deze soort lijkt sterk op S. balstoni en S. greyii, maar is daar genetisch van te onderscheiden. Het dier slaapt in holle bomen of gebouwen en eet kleine insecten en mijten. In september, oktober en november worden jongen geboren.
In onderstaande tabel zijn maten van S. sanborni uit verschillende gebieden opgenomen:
| Populatie           | Kop-romplengte (mm) | Staartlengte (mm) | Voorarmlengte (mm) | Oorlengte (mm) | Gewicht (g) |
| ------------------- | ------------------- | ----------------- | ------------------ | -------------- | ----------- |
| Noordwest-Australië | 37-48               | 27-36             | 28-34              | 9-12           | 5,7-7,3     |
| Queensland          | 40-52               | 29-39             | 31-36              | 10-13          | 5,7-9,1     |
| Nieuw-Guinea        | 44,5                | -                 | 34,3-35,1          | 9,7-11,4       | 8,0         |